# 리틀팍스
(주)리틀팍스(영:Little Fox)는 '애니메이션 동화에 의한 영어 교육’을 지향하는 영어 교육 전문회사로 2000년 2월에 설립되었다.

## 역사
2000년 2월에 설립된 리틀팍스는 8월에 리틀팍스영어 한국 사이트를 오픈했다.

2001년 11월에 대한민국 디지털 콘텐츠 대상, 금상을 수상했다.
2003년 1월에 리틀팍스어학원 프랜차이즈 사업을 시작하고, 대한민국 소프트웨어 산업발전 국무총리 표창을 수상했다.
2005년 11월에 리틀팍스의 미국 법인 Little Fox Inc.를 설립했다.
2010년 12월에 첫번째 직영 어학원인 리틀팍스어학원 서울대치센터가 개원했다.
2013년 5월에는 IMA(Interactive Media Awards) Education 부문 Best in Class 수상하고, 10월에는 미국 NAPPA(National Parenting Publications Awards) Gold Winner를 수상했다.
2015년 2월에 대한민국 교육기업대상, 초등 영어교육 부분을 수상하고 12월에 리틀팍스중국어 서비스를 오픈했다.

2017년 8월에 리틀팍스의 대표 영어동화 Journey to the west(서유기)가 EBS 영어채널을 통해 매주 목∙금요일 오후 4시 35분부터 20분간 방영된다.

## 같이 보기
- 라즈키즈